# Husos horarios de Europa
| Azul claro | Hora europea occidental/Hora media de Greenwich (UTC±00:00)                                       |
| Azul       | Hora europea occidental/Hora media de Greenwich (UTC±00:00)                                       |
| Azul       | Hora europea occidental de verano/Horario de verano británico/Hora estándar irlandesa (UTC+01:00) |
| Rojo       | Hora central europea (UTC+01:00)                                                                  |
| Rojo       | Hora central europea de verano (UTC+02:00)                                                        |
| Amarillo   | Hora europea oriental/Hora de Kaliningrado (UTC+02:00)                                            |
| Caqui      | Hora europea oriental (UTC+02:00)                                                                 |
| Caqui      | Hora europea oriental de verano (UTC+03:00)                                                       |
| Verde      | Hora de Moscú/Hora de Turquía (UTC+03:00)                                                         |

Europa está dividida en cinco franjas horarias.

## Horario Europeo Occidental
En inglés Western European Time (WET)UTC±0 que se aplica a Portugal (excepto las Azores), Reino Unido, Irlanda, Islas Canarias (España) e Islandia.

## Horario Europeo Central
Conocido en inglés como Central European Time (CET) UTC+1 o (CEST) Central European Summer Time UTC+2, dependiendo del huso horario de verano o invierno.

## Horario Europeo Oriental
En inglés Eastern European Time (EET) UTC+2 o (EEST) Eastern European Summer Time UTC+3, dependiendo del huso horario verano/invierno.

## Horario Europeo deKaliningrado
En inglés Kaliningrad Standard Time UTC+2.

## Horario Europeo deMoscú
En inglés Moscow Standard Time UTC+3 (MSK, МСК).

## Tabla
| Abreviatura | Leyenda                      | huso horario |
| ----------- | ---------------------------- | ------------ |
| GMT         | Greenwich Mean Time          | UTC±0        |
| BST         | British Summer Time          | UTC+1        |
| IST         | Irish Standard Time          | UTC+1        |
| WET         | Western European Time        | UTC±0        |
| WEST        | Western European Summer Time | UTC+1        |
| CET         | Central European Time        | UTC+1        |
| CEST        | Central European Summer Time | UTC+2        |
| EET         | Eastern European Time        | UTC+2        |
| EEST        | Eastern European Summer Time | UTC+3        |
| KSK         | Kaliningrad Standard Time    | UTC+2        |
| MSK         | Moscow Standard Time         | UTC+3        |
| TRT         | Turkey Standard Time         | UTC+3        |